# Březí (okres Praha-východ)
Obec Březí (německy Bries) se nachází v okrese Praha-východ ve Středočeském kraji. Rozkládá se asi dvacet tři kilometrů východně od centra Prahy a pět kilometrů severovýchodně od města Říčany. Žije zde 654 obyvatel. Březím protéká potok Výmola.

## Historie
První písemná zmínka o vesnici pochází z roku 1303.

### Územněsprávní začlenění
Dějiny územněsprávního začleňování zahrnují období od roku 1850 do současnosti. V chronologickém přehledu je uvedena územně administrativní příslušnost obce v roce, kdy ke změně došlo:
- 1850 země česká, kraj Praha, politický okres Jílové, soudní okres Říčany[4]
- 1855 země česká, kraj Praha, soudní okres Říčany[4]
- 1868 země česká, politický okres Český Brod, soudní okres Říčany[4]
- 1898 země česká, politický okres Žižkov, soudní okres Říčany[5]
- 1921 země česká, politický okres Žižkov sídlo Říčany, soudní okres Říčany[6]
- 1925 země česká, politický i soudní okres Říčany[7]
- 1939 země česká, Oberlandrat Praha, politický i soudní okres Říčany[8]
- 1942 země česká, Oberlandrat Praha, politický okres Praha-venkov-jih, soudní okres Říčany[9]
- 1945 země česká, správní i soudní okres Říčany[10]
- 1949 Pražský kraj, okres Říčany[11]
- 1960 Středočeský kraj, okres Praha-východ[12]

### Rok 1932
Ve vsi Březí (405 obyvatel) byly v roce 1932 evidovány tyto živnosti a obchody: družstvo pro rozvod elektrické energie v Březí, 2 hostince, kolář, kovář, krejčí, půjčovna mlátiček, obchod s mlékem, mlýn, pekař, řezník, 2 obchody se smíšeným zbožím, trafika, 2 truhláři.

## Pamětihodnosti
- Kostel svatého Bartoloměje
- Socha svatého Jana Nepomuckého
- Severně od vesnice se nachází hradiště Staré šance z doby halštatské.[14]

## Doprava
Obcí prochází silnice III. třídy:
- III/10173 – Březí – Sluštice – Sibřina
- III/10174 – Křenice – Březí – Strašín – Babice
- III/10175 – spojka silnic III/10174 a III/10176
- III/10176 – Březí – Pacov – Nedvězí

Ve vzdálenosti 3 km vede silnice I/2 Praha – Říčany – Kutná Hora.
Železniční trať ani stanice na území obce nejsou. Nejblíže obci je železniční stanice Říčany ve vzdálenosti 3,5 km ležící na trati 221 z Prahy do Benešova.

Autobusová doprava v obci je zapojena do Pražské integrované dopravy, a to linkami 364 (Praha, Depo Hostivař - Doubek), 366 (Praha, Depo Hostivař - Březí, Podskalí - Mukařov) a 765 (Sibřina - Říčany,Wolkerova).

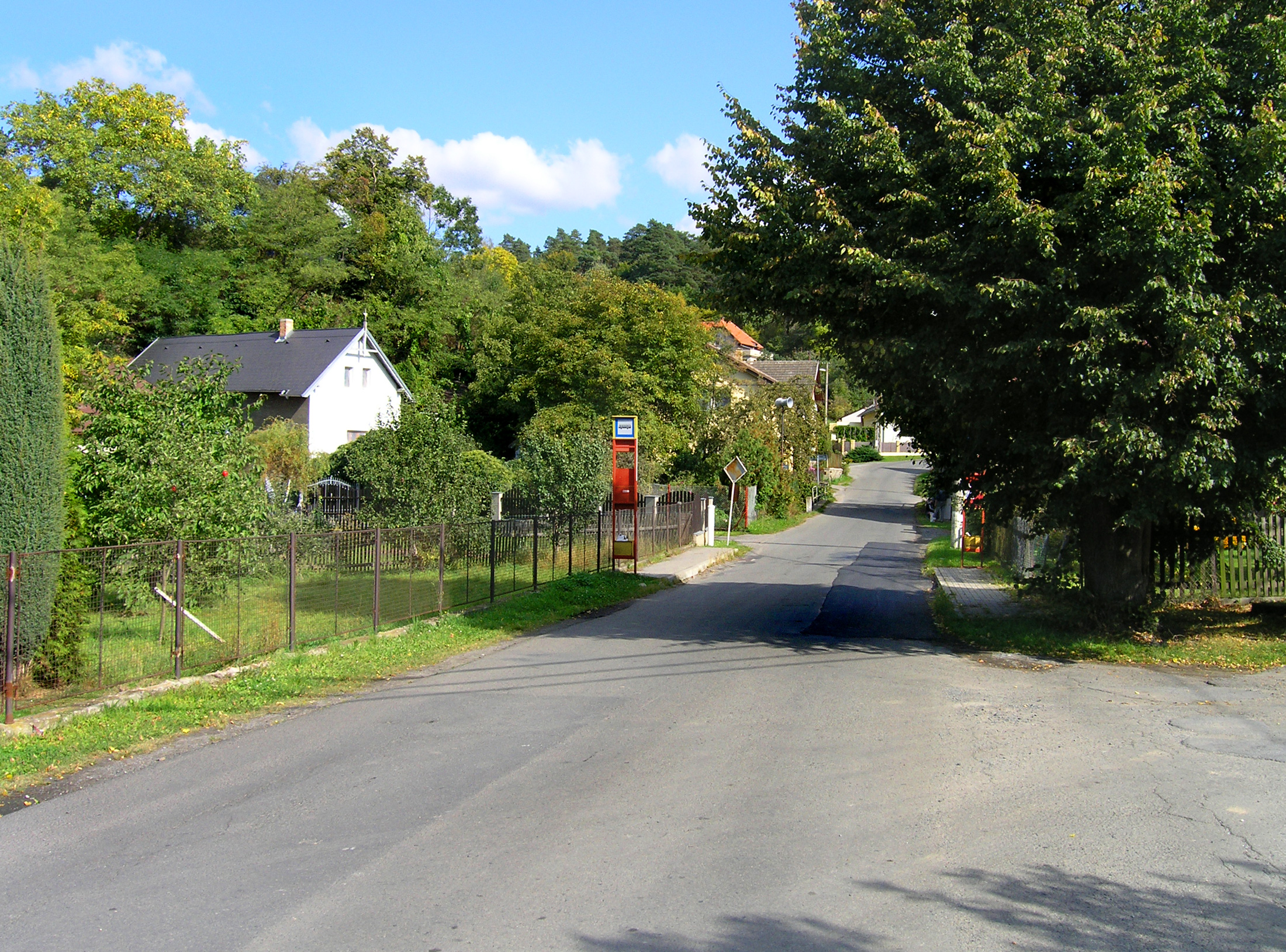
Náves
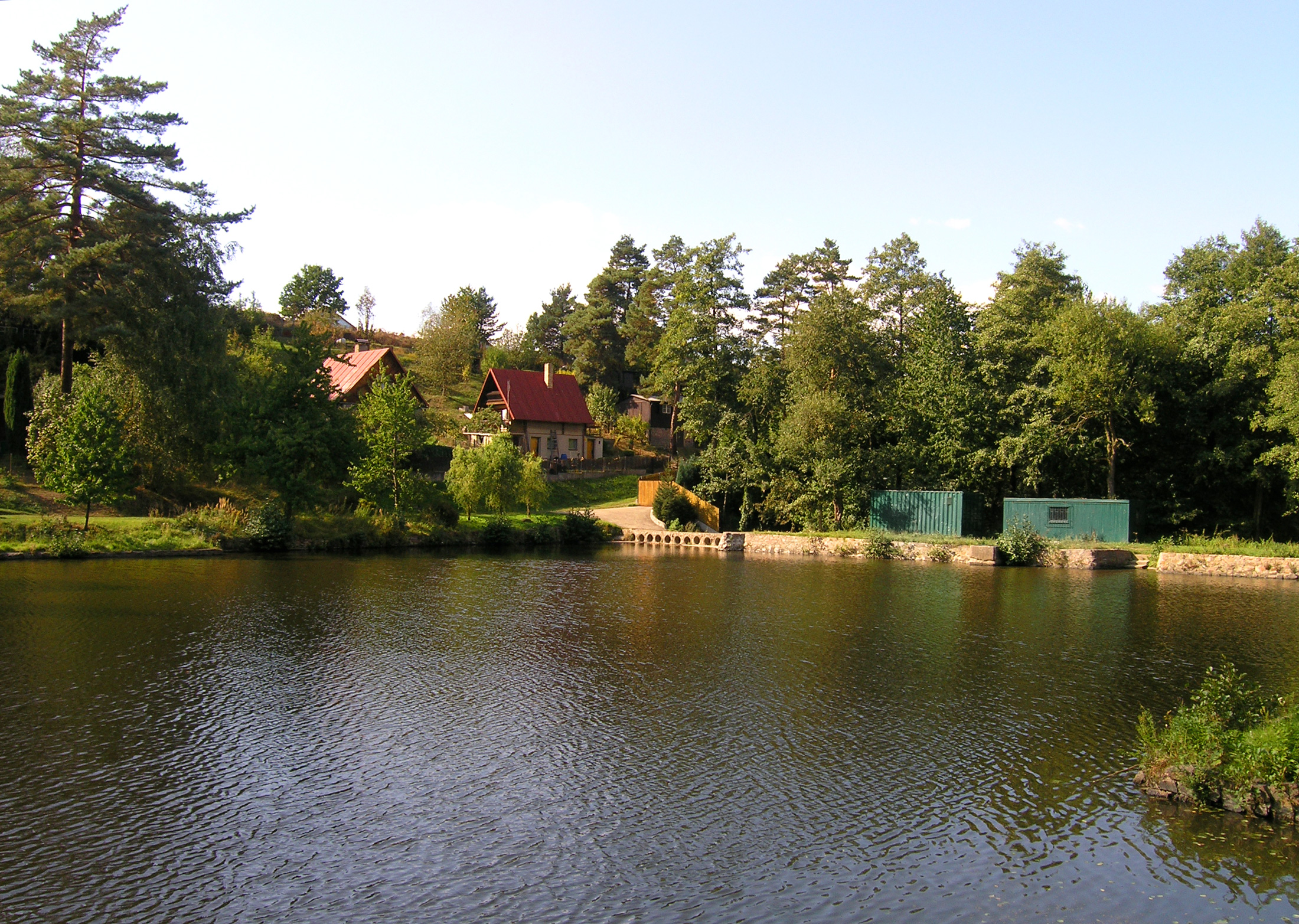
Rybníky na východě obce